# Bambi (nagroda)
Bambi – niemiecka nagroda przyznawana corocznie artystom z kraju i zagranicy za osiągnięcia medialne i telewizyjne. Po raz pierwszy przyznana została w 1948 r. Organizatorem imprezy jest obecnie koncern Hubert Burda Media.

## Jury
W skład jury wchodzi Hubert Burda oraz redaktorzy naczelni czasopism koncernu Burda.

## Laureaci
| - Elke Aberle (1965) - Bryan Adams (1998) - Isabelle Adjani (1978) - Mario Adorf (1978, 2006, 2016) - Yasmin Aga Khan (1986) - Frieder Alberth (2004) - Rolf Aldag (1997) - Peter Alexander (1970, 1971, 1972, 1973, 1974, 1977, 1978, 1987, 1990, 1996) - Muhammad Ali (2003) - Franziska van Almsick (1992, 2002) - Faris Al-Sultan (2005) - Franz Alt (1978) - Daniel Alter (2012) - Steven Amstrup (2012) - Anastacia (2002) - Peter Angerer (1984) - Mario von Appen (1992) - ARD-Magazin Brisant (Ines Krüger, Axel Bulthaupt, Griseldis Wenner) (2000) - ARD-Magazin Brisant (2013) - Redakcja ARD-Ratgeber (1973) - Giorgio Armani (1998) - Bea Arthur (1992) - Jean-Christophe Averty (1969) - Ayliva (2023) | - Karin Baal (1961) - Baccara (1978) - Britney Spears (2008) - Patrick Bach (1982, 1994) - Gil Bachrach (1992) - Hugo Egon Balder (1994) - Klaus Balkenhol (1992) - Michael Ballack (2005) - Michael Ballhaus (2009) - Ernst Joseph Balkenhorst (1961) - Eliška Balzerová (1982) - Brigitte Bardot (1967) - Kinderhospiz Bärenherz (2008) - Lex Barker (1966, 1967) - Uwe Barschel (1986) - Kevin Barth (2006) - Cecilia Bartoli (2002) - Gabi Bauer (1998) - Wolfgang Baumeister (1999) - Felix Baumgartner, (2012) - Pina Bausch (1998) - Gustl Bayrhammer (1990) - Peter Beauvais (1968) - Franz Beckenbauer (1986, 1990, 1995, 2000, 2005) - Andreas Becker (1992) - Boris Becker (1985) - Victoria Beckham (2013) - Bee Gees (1997) - Paula Beer (2018) - Ludger Beerbaum (1992) - Shari Belafonte (1985) - Helmuth Bendt (1976) - Tim Bendzko (2011) - Fita Benkhoff (1967) - Iris Berben (1990, 2002) - Andrea Berg (2013) - Senta Berger (1968, 1990, 1999) - Dagmar Berghoff (1980, 1990) - Ingmar Bergman (1977) - Ingrid Bergman (1951,1952,1953,1954) - Leonard Bernstein (1986) - Halle Berry (2002) - Justin Bieber (2011) - Alfred Biolek (1994) - Willy Birgel (1960) - Sepp Blatter (2005) - Hans Christian Blech (1979) - Dan Blocker (1969) - Kay Bluhm (1992) - Andrea Bocelli (1997) - Karlheinz Böhm (1984, 1990) - Udo Bölts (1997) - Willy Bogner (1985) - Dieter Bohlen (2003) - Karlheinz Böhm (1984, 1990) - Radost Bokel (1986) - Timo Boll (2005) - Bon Jovi (2007) - Peter Bond (1991) - Wigald Boning (1994, 1995) - Bornholmer Straße (2014) - Kathrin Boron (1992) - Elmar Borrmann (1992) - Dieter Borsche (1951, 1952) - Klaus Maria Brandauer (1983, 2003) - Matthias Brandt (2011) - Rolf ´Bobby’ Brederlow (1999) - Heinrich Breloer (1997) - Pierre Brice (1964, 1967, 1968, 1987, 1990) - Julius Brink (2012) - Bro’Sis (2002) - Daniel Brühl (2003) - Kirsten Bruhn (2012) - Stefan Bruhn (2011) - Ignatz Bubis (1994) - Detlev Buck (1996) - Horst Buchholz (1956, 1957) - Vicco von Bülow (1988, 1993) - Maik Bullmann (1992) - Sandra Bullock (2000) - Chris de Burgh (1989) - Richard Burton (1968) - Istvan Bury (1992) - Bushido (2011) - Jochen Busse (1998) | - Montserrat Caballé (1998) - Mariah Carey (2005) - Rudi Carrell (1975, 1979, 1980, 1998) - José Carreras (1993) - Laetitia Casta (1999) - Yvonne Catterfeld (2003) - Roberto Cavalli (2006) - Bülent Ceylan (2016) - Cher (2000) - Ilona Christen (1990) - Sabine Christiansen (1990, 2001) - Christo (1995) - Bill Clinton (2005) - Cirque du Soleil (1997) - Paulo Coelho (2001) - Sean Connery (1985) - Sarah Connor (2019) - William Conrad (1975) - David Copperfield (1993) - Jacques-Yves Cousteau (1970, 1992) - Michael Cretu (1994) - Linda Cristal (1970) - Cro (2012) - Tom Cruise (2007) - Tom Cruise (2007) - Tony Curtis (1958, 1973) - Miley Cyrus (2013) - Sybille Czichon (1998) |
| - Lil Dagover (1964) - Dirk Dankert (1997) - Henry Darrow (1970) - Alain Delon (1987) - Catherine Deneuve (1976, 2001) - Der Mann mit dem Fagott (2011) - Redakcja programu „Der 7. Sinn”, ARD (1972) - Riko Deterding (2005) - Maruschka Detmers (1985) - Reprezentacja Niemiec w piłce nożnej (1996) - Reprezentacja Niemiec w piłce nożnej kobiet (2003) - Barbara Dickmann (1981) - Dido (2003) - Helmut Dietl (1987, 1992, 2014) - Zoran Đinđić (2000) - Céline Dion (1996, 1999) - Redakcja magazynu „Direkt”, ZDF (1979) - Uschi Disl (2005) - Hoimar von Ditfurth (1972) - Bernd Dittert (1992) - Olli Dittrich (1994, 1995) - Plácido Domingo (1985, 2008) - Ottomar Domnick (1957) - Stefanie Dörrer (2006) - Doris Dörrie (1986) - Michael Douglas (1976) - Heike Drechsler (1998) - Dschinghis Khan (1980) - Patrick Duffy (1987) - Sky du Mont (2004) | - Europa (2019) - Echt (2000) - Bernhard Ehlen (1998) - Bernd Eichinger (1984, 1986) - Hannelore Elsner (2002) - Frank Elstner (1981, 2019) - Gunther Emmerlich (1990) - Roland Emmerich (2009) - Erika Engelbrecht (1974) - Anke Engelke (1999) - Leif Erickson (1970) - Er ist wieder da (On wrócił), film (2016) - August Everding (1988) | - Fack ju Göhte (2014) - Falco (1986) - Peter Falk (1976, 1993) - Harold Faltermeyer (1987) - Die Fantastischen Vier (2014) - Verona Feldbusch (2001) - Robert Felisiak (1992) - Paola i Kurt Felix (1990, 2003) - Hansjörg Felmy (1958, 1959, 1977) - Heino Ferch (2003) - Veronica Ferres (1992) - Herbert Feuerstein (1994) - Jens Fiedler (1992) - Eva Finger (1999) - Carsten Fischer (1992) - Helene Fischer (2013, 2014, 2017) - Helmut Fischer (1987, 1990) - O.W. Fischer (1953, 1954, 1955, 1958, 1992, 1959, 1960, 1961, 1987, 1990) - Christoph Fisser (1992) - Elisabeth Flickenschildt (1967) - Jürgen Fliege (1996) - Errol Flynn (1951) - Ulrike Folkerts (2002) - Fool’s Garden (1996) - Harrison Ford (1997) - Rudolf Forster (1963) - Justus Frantz (1986) - Papież Franciszek (2016) - Heinz-Harald Frentzen (1999) - Amelie Fried (1998) - Volker Fried (1992) - Loni von Friedl (1962) - Hanns Joachim Friedrichs (1991) - Thomas Fritsch (1963) - Willy Fritsch (1965) - Gert Fröbe (1967, 1968) - Joachim Fuchsberger (1970, 1982) - Guido Fulst (1992) - Francis Fulton-Smith (2014) - Cornelia Funke (2008) |
| - Robert Gale (1986) - Bruno Ganz (2004) - James Garner (1977) - David Garrett (2013) - Bill Gates i Melinda Gates (2013) - Joachim Gauck (2017) - Jean-Paul Gaultier (1999) - Hans-Dietrich Genscher (1977) - Götz George (1962, 1984, 1992) - Peter Gerlach (1981) - Petra Gerster (1999) - Max Giesinger (2019) - Rudolph Giuliani (2001) - Uschi Glas (1969, 1990, 2019) - Reinhard Glemnitz (1970, 1971, 1972) - Michael Glöckner (1992) - Jean-Luc Godard (1968) - Thomas Gottschalk (1983, 1984, 1987, 2001, 2011, 2018) - Steffi Graf (1986, 1987) - Sascha Grammel (2013) - Ariana Grande (2014) - Stewart Granger (1949, 1950) - Linda Gray (1982) - Macy Gray (2001) - Lorne Greene (1969) - Helmut Griem (1961, 1976) - Johannes Gross (1983) - Manfred Grunert (1986) - Bernhard Grzimek (1973) - Dieter Gütt (1969) - „Gute Zeiten, schlechte Zeiten” (1999) - Torsten René Gutsche (1992) - Guido Gagliardi (1989) - Chris Häberlein (1992) - Gitte Haenning (1984) - Larry Hagman (1983) - Carl Hahn (1991) - Herbert Hainer (2003) - Andreas Hajek (1992) - Alex Haley (1979) - Dieter Hallervorden (1981) - Peter Handke (1978) - Tom Hanks (2004) - Wolf C. Hartwig (1977) - Lilian Harvey (1967) - Dagmar Hase (1992) - David Hasselhoff (1990) - Bodo Hauser (1995) - Leander Haußmann (1996) - Goldie Hawn (1999) - Johannes Heesters (1967, 1987, 1990, 1997, 2003) - Elke Heidenreich (2003) - Gustav W. Heinernann (1970) - Heino (1990) - Christian Heinz (1994) - André Heller (1986) - Maria i Margot Hellwig (1990) - Barbara Hendricks (1992) - Heike Henkel (1991, 1992) - Christian Henn (1997) - Steffen Henssler (2015) - Audrey Hepburn (1991) - Jens Heppner (1997) - Karoline Herfurth (2023) - Christiane Herzog (1998) - Charlton Heston (1964) - Heute-show (2014) - Stefan Heym (1982, 1975, 1990) - Jupp Heynckes (2013) - Timo Hildebrand (2003) - Michael Hilgers (1992) - Martina Hill (2012) - Terence Hill (1975) - Werner Hinz (1968) - Heinz Hoenig (1998) - Christiane Hörbiger (1992) - Jan Hoet (1992) - Klaus Hoffmann (1977) - Reinhard Hoffmeister (1971) - Peter Hofmann (1983, 1990) - Monika Hohlmeier (1988) - Johan Joergen Holst (1993) - Dietmar Hopp (1995) - Marianne Hoppe (1965) - Guildo Horn (1998) - Brigitte Horney (1965) - Whitney Houston (1999) - Prof. Dr. Jochen Hoyer (1996) - Rock Hudson (1958, 1960, 1961, 1962, 1963) - Heinz Werner Hübner (1973) - Ewald Hüls (1998) - Hurts (2010) | - Identifizierungskommission (2005) - Maybrit Illner (2002, 2007) - Jörg Immendorff (2006) - In aller Freundschaft, Publikumsbambi (2014) | |
| - Felix Jaehn (2016) - Anja Jaenicke (1984) - Michael Jackson (2002) - Katerina Jacob (1978) - Ulla Jacobsson (1956) - Michael Jakosits (1992) - Günther Jauch (1990, 2001) - Boris Jelcyn (1991) - Siegfried Jerusalem (1996) - Elton John (2004) - Tom Jones (2000) - Stefan Jürgens (1994) - Udo Jürgens (1984, 1994, 1999, 2013) - Harald Juhnke (1970, 1990, 1992) - Samuel L. Jackson (2006) | - Patricia Kaas (1991) - Heidi Kabel (1989, 1990, 2004) - Oliver Kahn (2001) - Felix Kammerer (2023)⋅ - Leonard Katzman (1987) - Jonas Kaufmann (2014) - Niklas Kaul (2019) - Oliver Kegel (1992) - Sibel Kekilli (2004) - Marthe Keller (1977) - Kelly Family (1995) - Walter Kempowski (1980) - Nigel Kennedy (1991) - Angelique Kerber (2016) - Hape Kerkeling (1991) - Hans-Werner Kern (1997) - Johannes B. Kerner (2004) - Ulrich Kienzle (1995) - Ben Kingsley (1994) - Nastassja Kinski (1978) - Peter Kloeppel (1997) - Miroslav Klose (2014) - Alexandra Kluge (1967) - Heidi Klum (2003, 2015) - Michael Knauth (1992) - Hildegard Knef (2001) - Jörg Knör (1998) - Gustav Knuth (1967, 1968, 1980) - Alexander Koch (1992) - Kerstin Köppen (1992) - Gaby Köster (1998) - Hannelore Kohl (1985) - Teddy Kollek (1989) - Klaus Wilhelm Kassmann (1971) - Victor de Kowa (1964) - Katrin Krabbe (1990) - Hilde Krahl (1965) - Peter Kraus (1990) - Lisa Kreuzer (1978) - Joachim Król (1994) - Hans-Dieter Kronzucker (1979, 1984, 1990) - David Kross (2013) - Manfred Krug (1984, 1990) - Diane Kruger (2004) - Hardy Krüger (2008) - Mike Krüger (1984, 1990, 1998) - Krupp – Eine deutsche Familie (2009) - Ruth Maria Kubitschek (1987) - Hans-Joachim Kulenkampff (1969) - Dietmar Kuhnt (RWE) (2002) - Anita Kupsch (1990) - Oliver Kurtz (1992) | - Lady Gaga (2011) - Karl Lagerfeld (1989) - Philipp Lahm (2014) - Michael Landon (1969) - Lang Lang (2014) - Patrick Lange (2018) - Bernhard Langer (1987) - Zara Larsson (2023) - Heiner Lauterbach (1997) - Harald Leipnitz (1968) - Robert Lembke (1985) - Ute Lemper (1987) - Ruth Leuwerik (1953, 1959, 1960, 1961, 1962) - Alina Levshin (2012) - Leona Lewis (2008) - Wolfgang Ley (2000) - Jan Josef Liefers (2003) - Udo Lindenberg (2010, 2016) - Lindenstraße (1989) - Astrid Lindgren (1981) - Patrick Lindner (1991) - Jürgen von der Lippe (1996) - Margaret Lockwood (1949) - Gina Lollobrigida (1957, 1958, 1959, 1960, 1987, 1990) - Jennifer Lopez (2000) - Sophia Loren (1961, 1962, 1963, 1964, 1965, 1967, 1968, 1969) - Giovanni di Lorenzo (1992) - Joachim Löw (2016) - Lucilectric (1994) - Florian Lukas (2003) - Martin Lüttge (1975) - Michael Lumley, BBC (1982) |
| - Matylda, królowa Belgów (2019) - Lorin Maazel (1983) - Vanessa-Mae (1995) - Peter Maffay (1980, 2003, 2023) - Michael Maien (1965) - Heike Makatsch (1996, 2003) - Karl Malden (1979) - Nelson Mandela (2004) - Jean Marais (1948, 1955, 1956, 1957) - Jane March (1992) - Yusra Mardini (2016) - Bjarne Mädel (2019) - Margarete Steiff (film) (2006) - Marianne und Michael (1990) - Helmut Markwort (1989) - Pamela Sue Martin (1984) - Maria, królowa Danii (2014) - Henry Maske (1995) - Kurt Masur (1990) - Mireille Mathieu (1972, 1973, 1987) - Torsten May (1992) - Sabine von Maydell (1975) - Christian Mayerhöfer (1992) - Joseph Mazzello (1993) - MDR (2002) - Sven Meinhardt (1992) - Hans Meiser (1993) - Frederic Meissner (1991) - Wolfgang Menge (1974) - Reinhold Messner (2000) - Michael Metz (1992) - Christian Meyer (1992) - Hubert von Meyerinck (1967) - Ulrike Meyfarth (1984) - Inge Meysel (1968, 1970, 1971, 1972, 1973, 1990) - Heiner Michel (1975) - Julia Migenes (1970) - Grazia Migliosini (2013) - Mads Mikkelsen (2023) - Willy Millowitsch (1990, 1992) - Bernhard Minetti (1993) - Kylie Minogue (2001) - Brigitte Mira (1992) - Cameron Mitchell (1970) - Rosi Mittermaier (1977, 1990) - Projekt „MitternachtsSport” (2013) - Modern Talking (1998) - Liz Mohn (1996) - Karl Moik (1990) - John de Mol (2000) - Linda de Mol (1992) - Ursela Monn (1979) - Yves Montand (1976) - Roger Moore (1973, 1990) - Bruno Moravetz (1980) - Giorgio Moroder (1984, 1988) - Ruth Moschner (2015) - Dr. Motte (1999) - Anna Maria Mühe (2016) - Ulrich Mühe (1992) - Kerstin Müller (1992) - Marius Müller-Westernhagen (1992) - Gert K. Müntefering (1973) - Kristina Mundt (1992) - Ornella Muti (1981) - Anne-Sophie Mutter (1987) | - *NSYNC (1997) - Aleksiej Nawalny (2023) - Werner Nekes (1968) - Anna Netrebko (2006) - Christine Neubauer (2008) - No Angels (2001) - Mirco Nontschew (1994) - Friedrich Nowottny (1976) | - Ric O’Barry (2011) - Emil Obermann (1978) - Uwe Ochsenknecht (1992) - Erik Ode (1970, 1971, 1972, 1975) - One Direction (2012) - Ismail Öner za projekt „MitternachtsSport” (2013) - Mesut Özil (2010) - Thomas Ohrner (1980) - Catherine Oxenberg (1986) |
| - Gwyneth Paltrow (2011) - Ulrich Papke (1992) - Doris Papperitz (1990) - Maria Paudler (1968) - Gregory Peck (1953) - Pelé (2005) - Wolfgang Penk (1984) - Uwe Peschel (1992) - Birgit Peter (1992) - Wolfgang Petersen (1984, 1995, 1997) - Ruth Pfau (2012) - Kai Pflaume (2003, 2017) - Rosamunde Pilcher (1997) - Sarah Pisek (2011) - Claudio Pizarro (2018) - Michele Placido (1989) - Frank Plasberg (2008) - Christina Plate (1988) - Ulrich Pleitgen (1994) - Teddy Podgorski (1980) - Kalle Pohl (1998) - Ramona Portwich (1992) - Sabine Postel (1994) - Franka Potente (1998) - Tyrone Power (1952) - Rudolf Prack (1949, 1950) - Josefine Preuß (2014) - Jürgen Prochnow (1988) - Uwe Proske (1992) - Liselotte Pulver (1963, 1964, 1965, 1967, 1968, 1990, 2018) - Pur (1996) | - Will Quadflieg (1995) - Freddy Quinn (1959,1960) | - Stefan Raab (2008) - Wolfgang Rademann (1982, 1985, 1990) - Aram Radomski (2009) - Friedrich Wilhelm Räuker (1984) - Eros Ramazzotti (1997) - Rania (2007) - Klaus Rathert (1998) - Jonas Reckermann (2012) - Keanu Reeves (2008) - Carolin Reiber (1987, 1990) - Marcel Reich-Ranicki (1989) - Herbert Reinecker (1969) - Ulrich Reinthaller (1995) - Marion Reiß (Technisches Hilfswerk) (2005) - Christopher Reitz (1992) - Silke Renk (1992) - Brian Rennie (2000) - Redakcja Report Baden-Baden (1983) - Wladimir Resnitschenko (1992) - Rettungshundestaffel Augsburg e. V. (1999) - Michael Rich (1992) - Ariana Richards (1993) - Dr. Rudolf Rieder (1997) - Katja Riemann (1994, 2007) - Helmut Ringelman (1975) - Riverdance (1998) - Meg Ryan (2008) - Pernell Roberts (1969) - Armin Rohde (2003) - Marika Rökk (1948, 1968, 1987, 1990, 1998) - Ralf Rönckendorf (2011) - Joachim Roering (1968) - Annie Rosar (1961) - Nico Rosberg (2014) - Rosenstolz (2011) - Hans Rosenthal (1973) - Petra Rossner (1992) - Anneliese Rothenberger (1971, 1974) - Ruder-Achter (1988) - Heinz Rühmann (1962, 1963, 1964, 1965, 1967, 1968, 1969, 1971, 1972, 1973, 1978, 1984) - Gerd Ruge (1970, 1971) - Tina Ruland (1994) - Karl-Heinz Rummenigge (1981) - Jennifer Rush (1988) |
| - 7 Tage, 7 Köpfe (1998) - Anwar Sadat (1978) - Stefan Saliger (1992) - Jil Sander (1997) - Sasha (1999) - Katrin Saß (2003) - Telly Savalas (1975) - Projekt „Save the Elephants” (2016) - Marianne Sägebrecht (1989) - Wolfgang Schäuble (1991) - Antje-Katrin Kühnemann (1982) - Lore Schaffer (Technisches Hilfswerk) (2005) - Michael Schanze (1973, 1980, 1990) - Max Schautzer (1990) - Mildred Scheel (1976) - Siegbert Schefke (2009) - Karla Schefter (2001) - Maria Schell (1951, 1952, 1953, 1955, 1956, 1957, 1987, 2002) - Maximilian Schell (2002, 2009) - Heinz Schenk (1990) - Grete Schickedanz (1992) - Claudia Schiffer (1991) - Tom Schilling (2013) - Christoph Schlingensief (2010) - Schlussmacher (2013) - Max Schmeling (1990, 1999) - Birgit Schmidt (1992) - Harald Schmidt (1993, 1997) - Helmut Schmidt (2011) - Sybille Schmidt (1992) - Arnd Schmitt (1992) - Anna Christine Schmitz (1994) - Eberhard Schoener (1992) - Peter Scholl-Latour (1974, 1980, 1990) - Günther Schramm (1970, 1971, 1972, 1975) - Margarethe Schreinemakers (1992) - Jürgen Schrempp (2004) - Der Schuh des Manitu (2001) - Michael Schulte (2018) - Michael Schumacher (1993, 2014) - Ralf Schumann (1992) - Tanja Schumann (1994) - Jessica Schwarz (2009) - Arnold Schwarzenegger (1996, 2017) - Til Schweiger (1994, 1995, 2005, 2008) - Matthias Schweighöfer (2007, 2013) - Esther Schweins (1994) - Bastian Schweinsteiger (2016) - Hanna Schygulla (1981, 1984) - Scissor Sisters (2006) - Seal (2004) - Uwe Seeler (1971) - Rolf Seelmann-Eggebert (1992) - Steffen Seibert (2005) - Silvia Seidel (1988) - Rudolf Seiters (1990) - Helma Seitz (1970, 1971, 1972, 1975) - Edgar Selge (2009) - Wolfgang Sell (2014) - Manfred Sellge (1975) - Shakira (2009) - Omar Sharif (1969) - Ralph Siegel (1980) - Siegfried i Roy (1991) - Heinz Sielmann (1983, 1990) - Florian Silbereisen (2016) - Silbermond (2009) - Sylwia Sommerlath (2006) - Heide Simonis (1993) - Sabine Sinjen (1958, 1959) - Hella von Sinnen (1990) - Giuliana de Sio (1987) - Erich Sixt (1998) - Mark Slade (1970) - Hans Söhnker (1965) - Elke Sommer (1967, 1968) - Ursula Späth (1987) - Britney Spears (2008) - Jutta Speidel (1978) - Ingo Spelly (1992) - Bud Spencer (1975) - Spice Girls (1997) - Spider Murphy Gang (1983) - Ingrid Steeger (1990) - Julia Stegner (2005) - Michael Steinbach (1992) - Matthias Steiner (2008) - Stefan Steinweg (1992) - Bernd Stelter (1998) - Michael Stenger (2014) - Amii Stewart (1980) - Edmund Stoiber (1993) - Dieter Stolte (1983) - Günter Strack (1988, 1990) - Jean-Marie Straub (1968) - Gabriele Strehle (2002) - Devid Striesow (2016) - Robert Stromberger (1981) - Rita Süssmuth (1988) | - Redakcja Tagesschau (1971) - Horst Tappert (1979, 1990, 1998) - Elizabeth Taylor (1968) - Technisches Hilfswerk (2005) - Tedros Teclebrhan (2024) - Zespół Deutscher Kanu-Verband (2004) - Sabriye Tenberken (2000) - Jan-Peter Tewes (1992) - Andreas Tews (1992) - Monica Theodorescu (1992) - Charlize Theron (2000) - Wim Thoelke (1970) - Helmut Thoma (1990) - Friedrich von Thun (1999) - Uma Thurman (2014) - Nadja Tiller (2006) - Andreas Toba (2016) - Tom Toelle (1971) - Tokio Hotel (2005) - Vico Torriani (1990, 1995) - Georg Totschnig (1997) - Cordula Trantow (1963) - Georg Stefan Troller (1990) - Nora Tschirner (2008) - Film Türkisch für Anfänger (2012) - Mercan Türkoğlu (2012) - Inga Tüxen (1997) - Ulrich Tukur (2012) - Dietlinde Turban (1983) - Der Turm (2012) - Shania Twain (2004) - Tom Tykwer (2006) - Gwiezdne jaja: Część I – Zemsta świrów (2004) - Chris Tall (2019) | - U2 (2014) - Nadja Uhl (2003, 2013) - Susanne Uhlen (1976) - Liv Ullmann (1976) - Jan Ullrich (1997, 2003) - Luise Ullrich (1963) - Z boską pomocą (niem. Um Himmels Willen) – serial (2010) - Unheilig (2010) - Nicole Uphoff (1992) - Peter Ustinov (1994) - Upadek (2004) |
| - Caterina Valente (1990, 1995, 2005) - Harry Valérien (1972, 1979, 1990, 2005) - Diego della Valle (2001) - Simon Verhoeven (2011) - Donatella Versace (2004) - Marie Versini (1967) - Bernhard Vogel (1984) - Stephan Volkert (1992) - Rudi Völler (2002) | - Otto Waalkes (1976, 1982, 1985, 1990, 2015) - Heinrich Wänke (1997) - Andrzej Wajda (1973) - Luggi Waldleitner (1979) - Fritz Walter (1990) - Christoph Waltz (2009) - Andreas Walzer (1992) - Markus Wasmeier (1994) - Tim Wassmann (1999) - Andrew Lloyd Webber (1987) - Jürgen Weber (1994, 2003) - Peter Weck (1984, 1990) - Dieter Wedel (2002) - Thorsten Weidner (1992) - Nora Weißbrod (2014) - Ingo Weißenborn (1992) - Wim Wenders (1977) - Horst Wendlandt (1963, 1964, 1966, 1987) - Elmar Wepper (1990) - Fritz Wepper (1970, 1971, 1972, 1975, 1990) - Wer wird Millionär? (2004) - Helmut Werner (1996) - Isabell Werth (1992) - Paula Wessely (1963) - Vivienne Westwood (1996) - Igor Wetzel (2006) - Jack White (1985) - Bernhard Wicki (1962) - Thekla Carola Wied (1984, 1990) - Mathias Wieman (1965) - Kim Wilde (1993) - Robbie Williams (2013, 2016) - André Willms (1992) - Hans Günter Winkler (1990) - Franz Peter Wirth (1970) - Ben Whishaw (2006) - Kate Winslet (2009) - Katarina Witt (1988) - Christine Wodetzky (1979) - Johanna Wokalek (2008) - Edmund Wolf (1976) - David Wolper (1984) - Christoph Wonneberger (2009) - Sönke Wortmann (1994, 2006) - Klausjürgen Wussow (1985) - Das Wunder von Lengede (2003) - Zespół „Wünsch Dir was” (1972) | - Erik Zabel (1997) - Helmut Zacharias (1995) - Peter von Zahn (1990) - Giovanni Zarrella (2023) - Udo Ziehm (1999) - Sonja Ziemann (1950, 1990) - Eduard Zimmermann (1990) - Fred Zimmermann (1978) - Klaus Zumwinkel (2000) |